# Arctia intermedia
Arctia intermedia là một loài bướm đêm thuộc phân họ Arctiinae, họ Erebidae.